# Creichel Pérez
Creichel Mauricio Pérez Arias (ur. 11 listopada 2004 w El Roble) – kostarykański piłkarz występujący na pozycji ofensywnego pomocnika lub skrzydłowego, od 2024 roku zawodnik Alajuelense.